# 프레젠스 (영화)
《프레젠스》(영어: Presence)는 2024년 제작된 미국의 공포 영화로, 스티븐 소더버그가 감독을 맡았다.

## 줄거리
2024년에 제작된 공포 영화 "프레젠스"는 스티븐 소더버그가 감독하고 데이비드 코엡이 각본을 썼으며, 루시 리우, 줄리아 폭스, 크리스 설리번 등이 출연한다. 이야기는 한 가족이 교외의 집으로 이사하면서 시작된다. 이들은 곧 집에 혼자가 아니라는 강한 확신을 갖게 되고, 초자연적인 존재와 마주하게 된다. 영화는 등장인물들의 1인칭 시점으로 촬영되었으며, 가족이 겪는 불안과 공포를 생생하게 전달한다. 스릴러적인 분위기와 함께 집안에 숨겨진 미스터리가 서서히 드러나면서 긴장감을 높여가게 된다.

## 출연진
- 루시 류 - 리베카
- 줄리아 폭스 - 시시
- 크리스 설리번 - 크리스
- 컬리나 리앙 - 클로이
- 루커스 퍼펠리어스 - 칼
- 웨스트 멀홀랜드 - 라이언
- 에디 머데이 - 타일러